# Bartniczka (gemeente)
De gemeente Bartniczka is een landgemeente in het Poolse woiwodschap Koejavië-Pommeren, in powiat Brodnicki.
De zetel van de gemeente is in Bartniczka.
Op 30 juni 2004 telde de gemeente 3646 inwoners.

## Oppervlakte gegevens
In 2002 bedroeg de totale oppervlakte van gemeente Bartniczka 83,56 km², waarvan:
- agrarisch gebied: 6 181 ha
- bossen: 1 380 ha

## Demografie
Stand op 30 juni 2004:
| Omschrijving | Totaal | Totaal | Vrouwen | Vrouwen | Mannen | Mannen |
| ------------ | ------ | ------ | ------- | ------- | ------ | ------ |
| eenheid      | aantal | %      | aantal  | %       | aantal | %      |
| inwoners     | 4590   | 100    | 2270    | 49%     | 2320   | 51%    |

## Administratieve plaatsen (sołectwo)
Bartniczka, Grążawy, Gutowo, Igliczyzna, Jastrzębie, Komorowo, Koziary, Łaszewo, Nowe Świerczyny, Radoszki, Samin, Stare Świerczyny, Świerczynki.
Zonder de status sołectwo : Zdroje.

## Aangrenzende gemeenten
gmina Górzno, gemeente Świedziebnia, gemeente Lidzbark

## Foto's

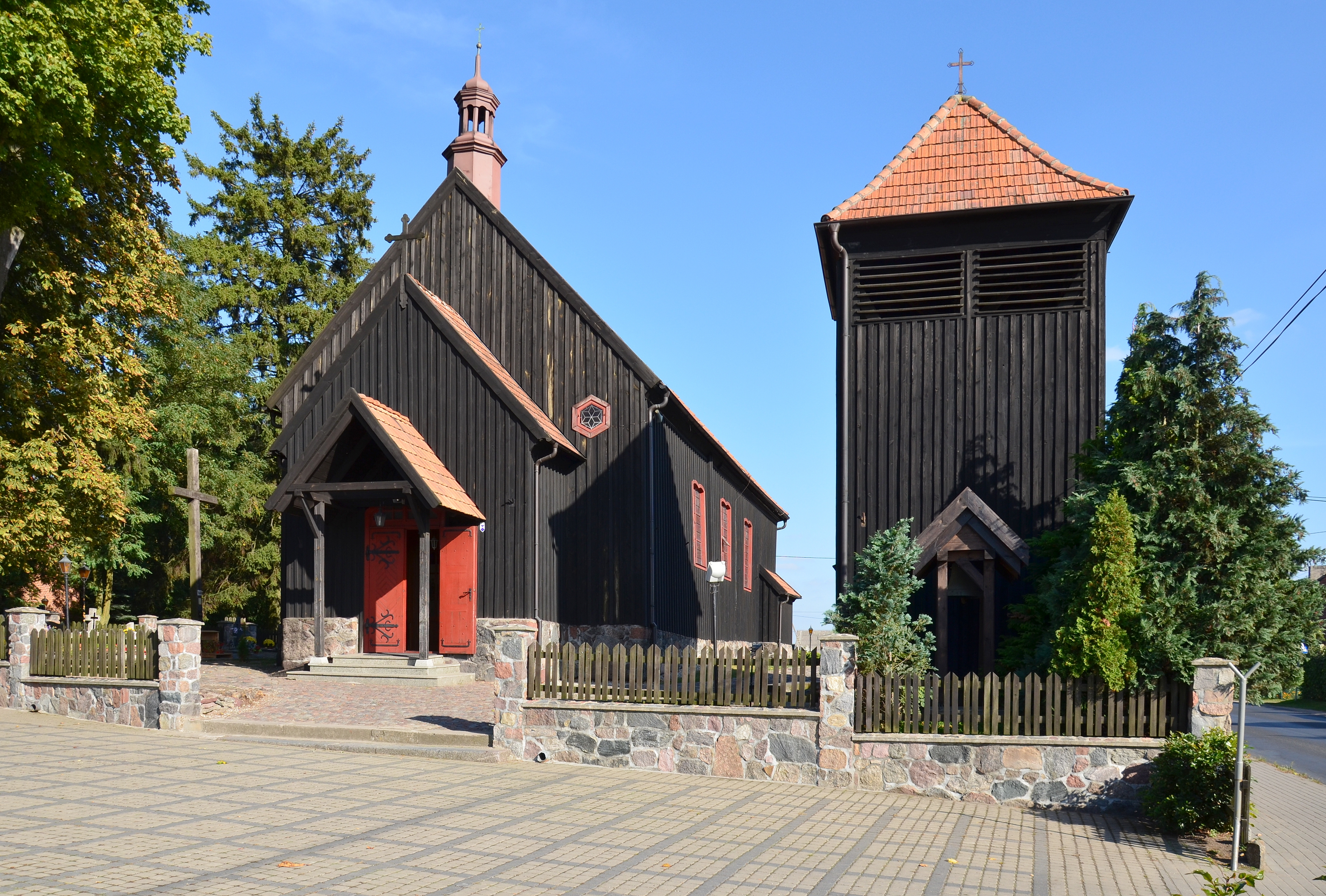
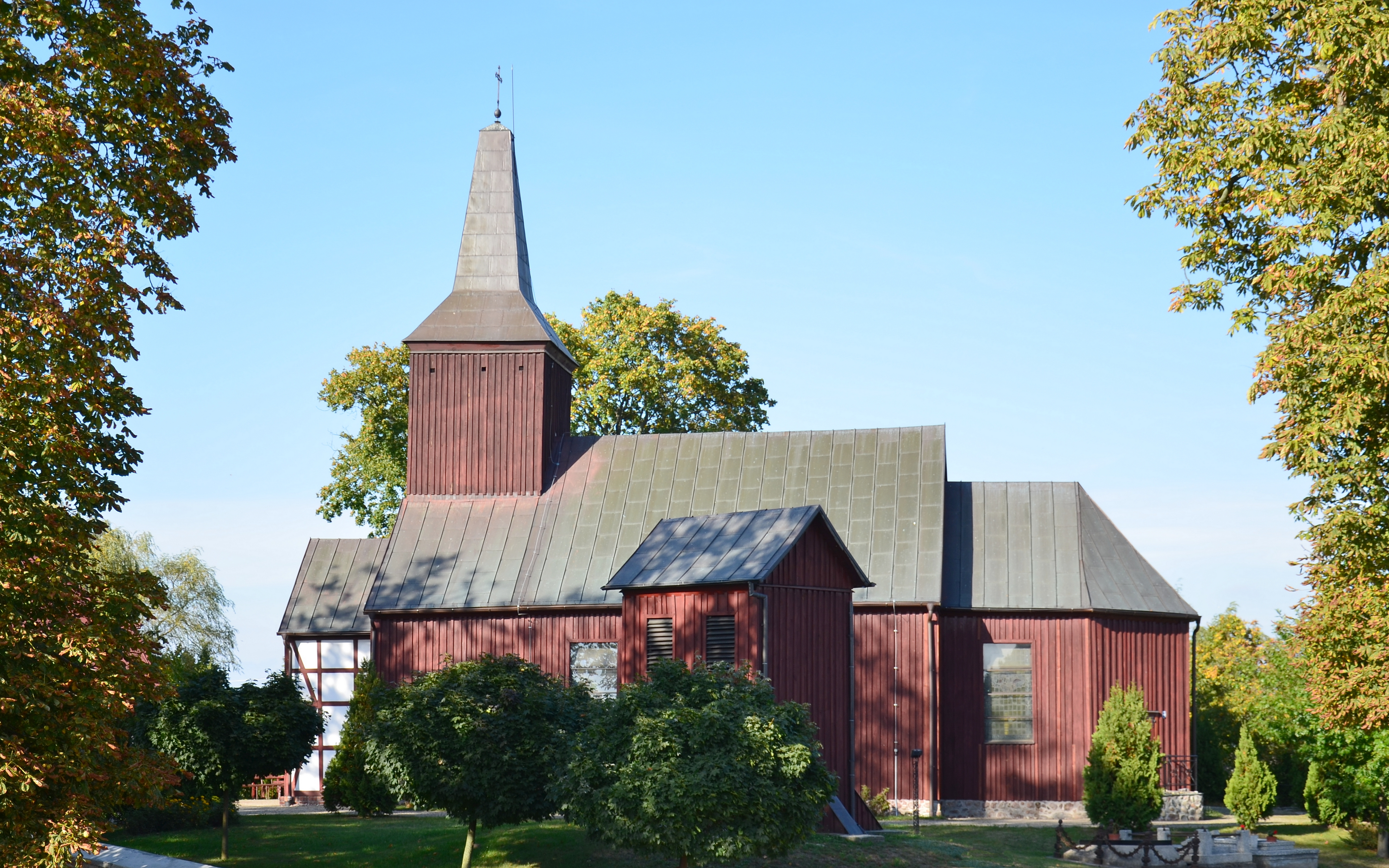
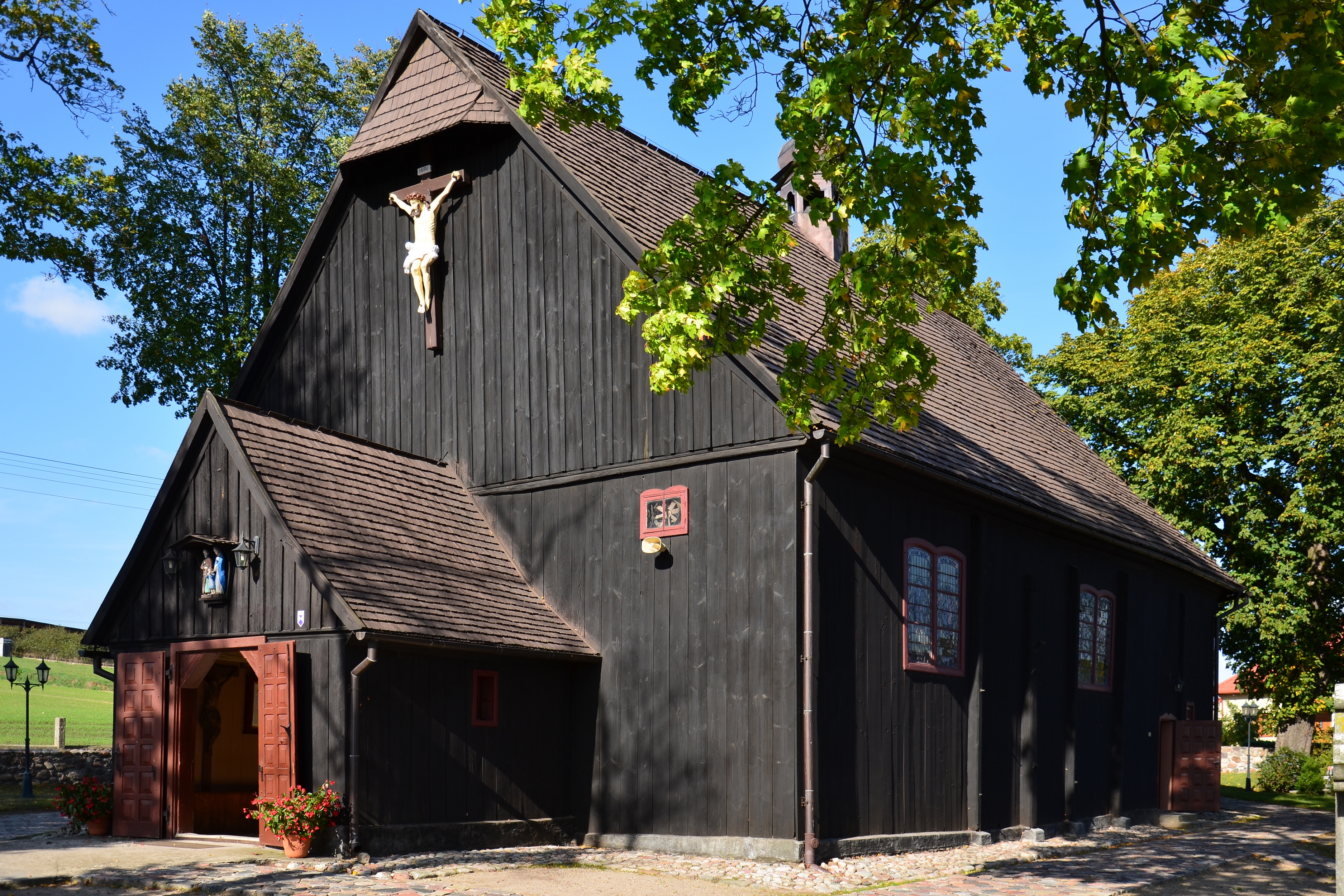